# Trängselskatt i Göteborg

Betalzon i Göteborg.

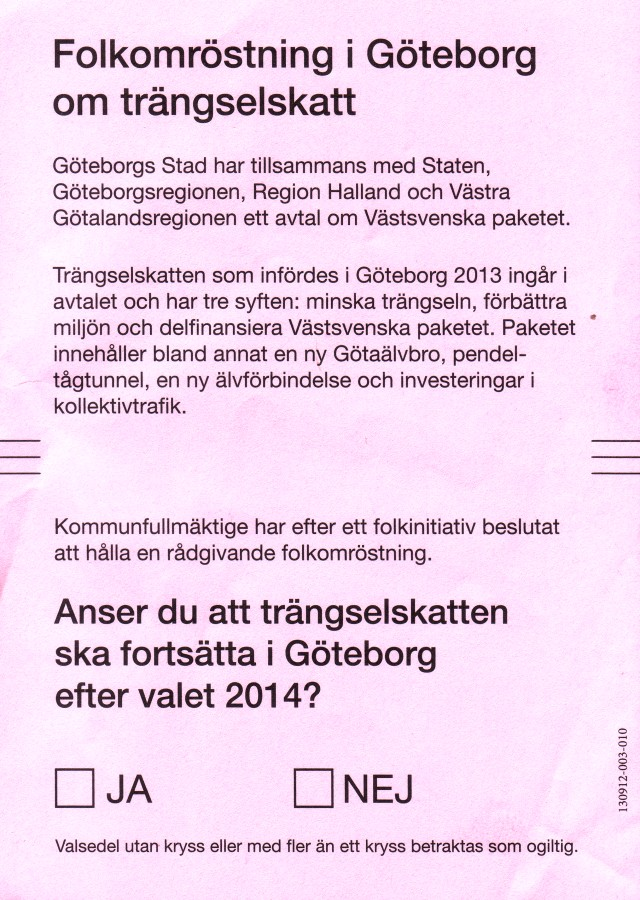
Valsedel Trängselskatt.

Trängselskatt i Göteborg är en punktskatt på vägtrafik som tas ut vid passage genom, in i och ut ur ett definierat geografiskt område i tätorten Göteborg. Skatten tas ut från den 1 januari 2013 enligt ett beslut fattat av riksdagen den 26 maj 2012. Huvudsyftena med trängselskatten är att minska fordonsträngseln i Göteborgs centrum, förbättra framkomligheten och miljön i innerstaden och på utvalda sträckor samt bekosta stora infrastruktursatsningar i Göteborgsområdet. Göteborgs kommun beslutade i frågan den 29 januari 2010. I maj 2013 beslöt kommunfullmäktige i Göteborg att det skulle hållas en kommunal folkomröstning om trängselskatterna. Folkomröstningen hölls som planerat på valdagen den 14 september 2014, och nej-sidan vann med 56,8% mot ja-sidans 43,2%. Valdeltagandet var 72,84%. Den 11 mars 2015 fattade kommunstyrelsen i Göteborg beslutet att föreslå för kommunfullmäktige att trängselskatten skulle behållas. Kommunstyrelsens förslag bifölls av kommunfullmäktige den 19 mars 2015, vilket var det slutliga beslutet för att trängselskatten skulle behållas.

## Historik och genomförande

### Inför valet 2006

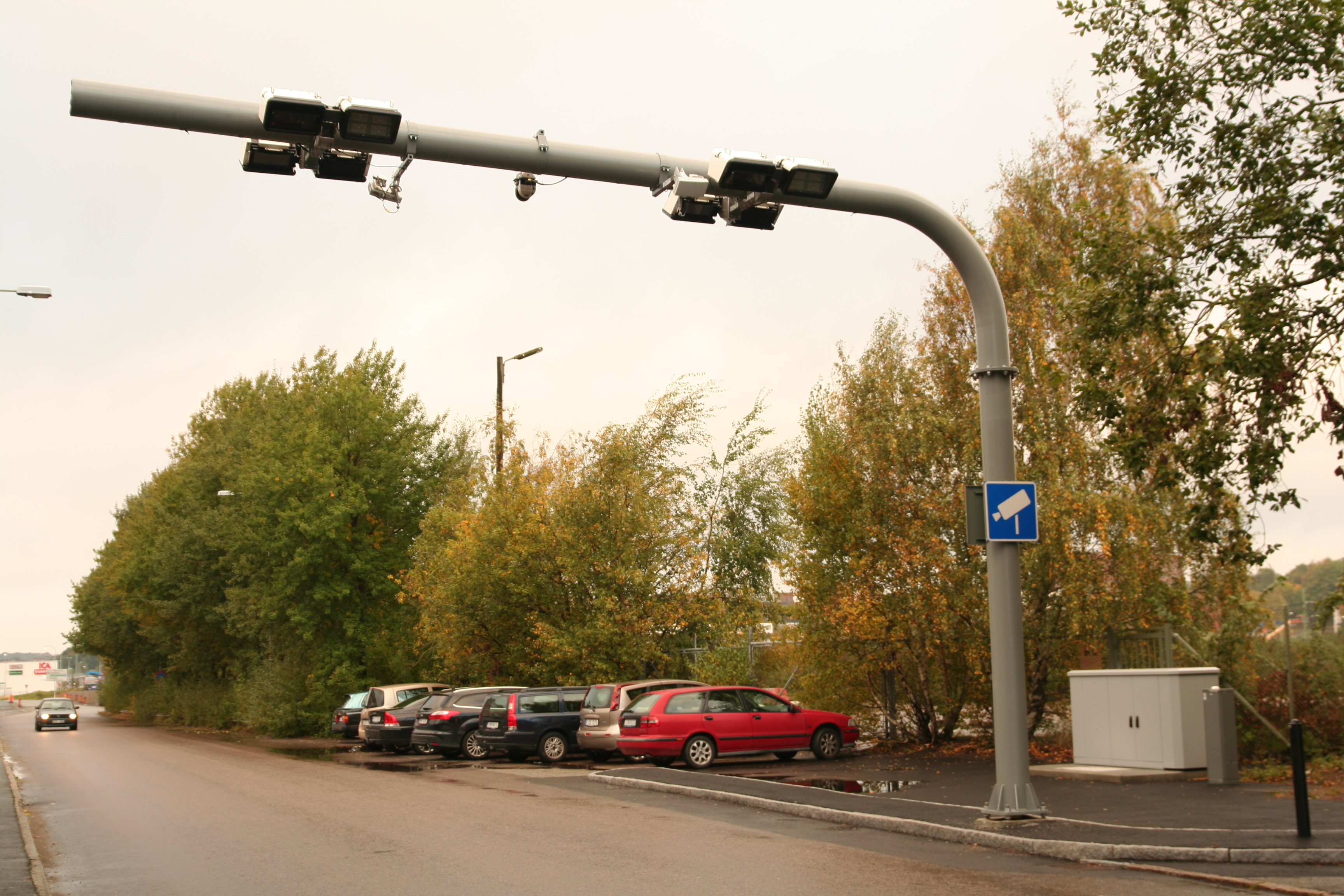
Betalstationen på Polstjärnegatan på Lindholmen.

För att bli ett stödparti åt Socialdemokraterna i riksdagen efter valet 2002 krävde Miljöpartiet att trängselskatt skulle införas i Stockholm. I den kommunala valrörelsen i Stockholm, hade dock Socialdemokraterna lovat att trängselskatten inte skulle införas. Det hela slutade med att ledaren för arbetarekommunen i Stockholm, Annika Billström, tvingades bryta sitt ord och acceptera ett införande av trängselskatt.
Inför valet 2006 hade Vänsterpartiet och Miljöpartiet lokalt i Göteborg tagit ställning för trängselskatt. De borgerliga partierna var emot medan Socialdemokraterna var delade, men "väldigt, väldigt tveksamma". Socialdemokraterna i Göteborg hade en överenskommelse med Vänsterpartiet och Miljöpartiet om att trängselskatt inte skulle införas under den kommande mandatperioden 2006-2010, men när Miljöpartiet nationellt tog med trängselskatt i Göteborg som en punkt i sitt valmanifest gick det lokala S-distriktet ut och krävde en folkomröstning i samband med valet. Enligt en artikel distribuerad av TT den 28 januari 2006 var Socialdemokraterna i Göteborgs krav på en folkomröstning att se som ett "skydd mot överkörning av partiledningen", något som man från S-distriktet öppet medgav.
Enligt TT-artikeln var förslaget om folkomröstning i samband med valet 2006 även ett sätt att "köpa [sig] skydd mot interna regionala partibråk", detta genom att själva inte behöva ta ställning frågan om trängselskatt utan lämna över det till väljarna på valdagen. Men de andra partierna i Göteborg deklarerade omgående att de inte tänkte bidra till en folkomröstning för att Socialdemokraterna skulle slippa ta itu med frågan om trängselskatten internt och avvisade därmed förslaget om folkomröstning. Frågan levde trots det kvar. Företrädare för några av de borgerligt styrda kranskommunerna gick ut och hotade med egna lokala folkomröstningar för det fall Göteborg valde att gå vidare. Borgerliga partiföreträdare hann till och med göra en ansats att involvera Göteborgsregionens kommunalförbund, då man menade att "om det ändå skulle bli en folkomröstning i frågan måste kranskommunerna få delta." Vidare menade man "kommunalförbundets roll i trafikfrågorna är viktig, inte minst för att få igång bygget av en älvtunnel och en Västlänk snarast." En TT-artikel från den 8 april berättar att Socialdemokraterna i Göteborg backade från kravet om hålla folkomröstning redan i samband med valet 2006, ett beslut som togs i samband med partidistrikts årsmöte samma dag. "Frågan om trängselskatt i Göteborg ska avgöras av göteborgarna i en folkomröstning. Om skatten blir aktuell. Inte förr." Anledningen som öppet anfördes var ett uttalade från Göran Persson, där han klart uttryckt att frågan om "trängselskatt i Göteborg ska avgöras av göteborgarna själva". Frågan om trängselskatten sköts därmed på framtiden. Socialdemokraterna anslöt sig till allianspartiernas nej till trängselskatt, "i alla fall under nästa politiska mandatperiod".

### Omvärdering
Under år 2008 började frågan om vägtullar och trängselavgifter åter debatteras av kommunpolitiker i Göteborg. Den 20 februari, samma dag som partiledningen för Socialdemokraterna i Göteborg enades kring att stödja idén om trängselskatt, skrev Göteborgs-Posten att "Alla partier i Göteborg är just nu beredda att diskutera någon form av vägavgifter i Göteborgstrafiken." Tidningen Punkt SE hade dagen efteråt en artikel med en ingress som inleddes: "Här är anledningen till att Göteborgs politiker återigen tar upp frågan om biltullar." Enligt uppgifter från Trafikkontoret i Göteborg och Vägverket hade trafiken "i det närmaste dubblats" under de tio föregående åren och enligt miljöförvaltningen var det svårt att klara kraven på luftkvalité och bullernivåer i innerstan. En normal vardag 2007 åkte nästan en halv miljon bilar genom centrala Göteborg. I varje bil satt i snitt 1,1 personer. På årsmötet den 4 april 2008 röstade Socialdemokraterna "ja" till trängselskatt och "ja" till en folkomröstning i frågan tidigast 2010.

Trafikskylt för betalväg

I juni 2008 meddelade företrädare för Göteborgs kommun, Göteborgsregionen (GR), Västra Götalandsregionen och Vägverket att de tillsammans skulle snabbutreda möjligheten att använda vägavgifter som ett alternativt finansieringssätt för den planerade Marieholmstunneln i Göteborg, i tid till regeringens beslut om närtidssatsningar i september. I slutet av augusti stod det klart att det fanns en politisk enighet mellan de borgerliga partierna och Socialdemokraterna inom Göteborgsregionen att införa vägavgifter. I det skedet dock begränsat till Tingstadstunneln och Marieholmstunneln. Göran Johansson, socialdemokratiskt kommunalråd i Göteborg, menade att detta inte var samma sak som en mer allmän trängselskatt och därför inte behövde röstas om. Marieholmstunneln var dock inte alls populär hos Vänsterpartiet och Miljöpartiet, partierna som Socialdemokraterna i Göteborg samregerar med. Företrädare för Vänsterpartiet menade att uppgörelsen var en "eftergift för billobbyn i Göteborg" och något som var menat att skjuta frågan om allmän trängselskatt i sank.
På hösten 2006 gav den då nytillträdda borgerliga regeringen de dåvarande motsvarigheterna till Trafikverket i uppdrag att tillsammans med regionerna ta fram ett inriktningsunderlag för den långsiktiga infrastrukturplanen, det som blev nationell transportplan 2010-2021. I september 2008 lämnade Västra Götalandsregionen in sin prioriteringsordning, där Västlänken placerades högst. Det stod dock tidigt klart att Västlänken inte skulle komma med som ett prioriterat objekt. Genom att vara kostsamt och ha svårberäknad samhällsekonomisk lönsamhet skulle det tränga ut alltför många andra billigare och även dessa angelägna satsningar ur budgeten. Regeringen öppnade dock för att inkludera projektet om man från regionen bidrog med medfinansiering. Tidigt 2009 började diskussioner på nytt. Kent Johansson, centerpartistisk ordförande för Västra Götalandsregionen var tidig med att signalera sin organisations beredvillighet att bidra till medfinansiering ihop med andra parter. Jan Hallberg, moderat ordförande i Göteborgsregionen öppnade också för olika typer av "kreativ finansiering". Göran Johanssons efterträdare i Göteborg, Anneli Hulthén menade dock att Västlänken var statens ansvar. Socialdemokraterna omvärderade dock sin ståndpunkt senare under våren.

### Västsvenska paketet
I maj 2009 publicerade DN en debattartikel där alliansens företrädare lokalt och regionalt i Stockholm tillkännagav att de var beredda att skjuta till pengar för att få bland annat, fyrspår på Mälarbanan till Kallhäll och Förbifart Stockholm. "Vi föreslår i dag en satsning på 100 miljarder kronor på en modern infrastruktur i Stockholmsregionen under de kommande 12 åren. [...] Genom trängselskatt, landstingets investeringar, vägavgifter samt kommunal och privat medfinansiering är regionen beredd att bidra med halva kostnaden när staten bidrar med den andra halvan av investeringarna."  Några dagar senare var Göran Johansson i Örebro på Centerpartiets årsstämma tillsammans med Kent Johansson. Tanken var att de båda skulle trycka på Götalandsbanan. Enligt vad som återberättats av de närvarande, så skall Göran Johansson under en kafferast tillsammans med statssekreteraren på näringsdepartementet Leif Zetterberg dragit sig till minnes artikeln i DN och undrade om det inte gick för sig även i Göteborg. Göteborgs kommunalråd skall berättat om hur debatten svängt, hur kristdemokraten Martin Hellströms lagt en motion om att utreda trängselskatt i Göteborg och om hur en enig kommunstyrelse ställt sig bakom medfinansiering av Västlänken så sent som den 19 april.
Leif Zetterström var inte sen att nappa på förslaget. Riksdagen hade under hösten 2008 och våren 2009 antagit två propositioner där de transportpolitiska målen fastslagits. I den första lät regeringen förstå att om en "kommun gör en framställan till regeringen om att trängselskatt ska införas i kommunen som ett led i en bredare strategi för att komma till rätta med trafikens trängsel- och miljöproblem, och som ett sätt att medfinansiera angelägna trafikåtgärder kommer regeringen att bereda denna." I den senare propositionen uttalas en vilja att i högre utsträckning använda ekonomiska styrmedel för att nå de uppsatta miljö- och klimatmålen och öka effektiviteten i transportsystemet. De samhällsekonomiska marginalkostnaderna - externaliteter - skall i högre utsträckning täckas genom skatter och avgifter för att uppnå större konkurrensneutralitet mellan olika trafikslag samtidigt som mer miljövänliga alternativ skapas.
Under sommaren inleddes förhandlingar mellan representanter för Göteborg, omgivande kommuner, regionen och Vägverket (som talade för det blivande Trafikverket och i förlängningen regeringen) och i augusti 2009 lanserades ett förslag, där Marieholmstunneln, Västlänken och en rad andra delprojekt medfinansierades till hälften av Göteborgs kommun och berörda regioner. Huvuddelen av denna medfinansiering klarades genom införande av trängselskatt. För att komma med i den då nära förestående nationella transportplanen krävdes det dock att bindande beslut om finansieringen togs snabbt, det vill säga innan den 1 november 2009. De omgivande kommunerna ställde sig positiva. Stefan Svensson, moderat kommunalråd i Partille: "Rent generellt och principiellt tycker jag inte det är bra att ta ut avgifter. Men om man ser på trafiksituationen i Göteborgsregionen så är det nödvändigt med någon form av avgiftsfinansiering för att få till stånd en infrastrukturlösning." Socialdemokraterna, som fortfarande var för en folkomröstning drog tillbaka kravet. Anna Johansson, ordförande för Socialdemokraterna i Göteborg: "Det är ett helt paket nu. Det blir svårt att bryta loss frågan om trängselavgifter [...] Antingen får vi allt eller inget. Då är det viktigt att vi ser realistiskt på detta. Det blir mycket svårt att säga nej, även om vi inte kan hålla en folkomröstning." 
Under vintern 2010 klubbade ett nästan enigt kommunfullmäktige igenom beslutet att införa trängselavgift så snart som möjligt. Det enda parti som röstade emot var Sverigedemokraterna. Beslutsprocessen skilde sig från Stockholms där det tog flera år att komma fram till ett beslut. Från att Vägverket fått klartecken från Finansdepartementet att genomföra en utredning tog det sex månader till att beslutet togs.
Man hade från början två modeller för var vägtullarna skulle placeras.[källa behövs] Antingen en mindre ring i centrala Göteborg eller en ännu mindre ring i centrum samt avgift på alla älvöverfarter. Efter att Västra Götalandsregionen, Halland, Göteborgsregionens kommunalförbund och kommunstyrelsen i Göteborg bestämt sig för det senare förslaget beslutade även Göteborgs kommunfullmäktige om att införa detsamma. Den 26 maj 2012 fattade riksdagen beslut om att trängselskatten skulle införas i Göteborg den 1 januari 2013.

### Vägval, folkinitiativ och nätverket Ja till trängselskatt
Kritik mot trängselskatten i Göteborg och vissa av de projekt den är tänkt att finansiera har framförts från olika håll, främst från partiet Vägvalet med underorganisationer, Motormännens Riksförbund, samt tidningen GT. Oberoende av detta har även tilläggsavgifterna för den som inte betalar skatten i tid kritiserats för att ha varit höga. Denna avgift bestäms dock av regeringen och gäller inte bara för Göteborg, utan för alla städer där trängselskatt tas ut. Att ensidigt ta ut en lägre avgift i Göteborg än i övriga landet skulle (om det ens är möjligt) med all sannolikhet leda till krav på kompensering inom ramen för det västsvenska paketet. Att ändra avgiftens storlek på riksnivå bör inte innebära andra svårigheter än att inget riksdagsparti driver frågan.[källa behövs]
GT har under perioden 16 augusti 2012 till 15 februari 2013 drivit en kampanj för en folkomröstning. Detta har resulterat i att 57475 giltiga namnunderskrifter samlats in. Efter en fem timmar lång debatt beslutade kommunfullmäktige i Göteborg att det skulle hållas en folkomröstning om trängselskatterna.
I kontrast till detta har även andra initiativ tagits, bland annat har nätverket Ja till trängselskatt i Göteborg startats för att, som de skriver på sin hemsida, fungera som en motvikt till de kritiska grupper som fått och tagit väldigt mycket utrymme i debatten. Nätverket arbetar på ideell basis för trängselskatt och för Västsvenska paketet och har som ambition att ta vid där politiker inte förmår eller kan med anledning av den detaljrikedom som debatten ofta har inslag av. I sin argumentation menar nätverket att Vägvalet kommit att punktera sin egen trovärdighet då de velat stoppa tågtunneln Västlänken som har positiv nettonuvärdeskvot. Vägvalet menar dock att Västlänken är mycket olönsam men förespråkar ändå utbyggnad av E20 som har en betydligt sämre nettonuvärdeskvot än vad de menar att Västlänken har. Detta trots att de tidigare anfört tesen att samhällsekonomiskt olönsamma projekt inte bör byggas. Nätverket har även kommit att anklaga Vägvalet för att på ett oansvarigt sätt frisera siffrorna för Västlänken och pekar på en oenighet inom partiet där olika företrädare uppger olika kostnader med en skillnad på upp emot 80 miljarder kronor för tågtunneln. Dock kan man konstatera att anklagelser om oriktiga uppgifter och vinklad information inte bara berört Vägvalet, utan har framförts mot samtliga partier som varit aktiva i debatten. Nätverket jobbar även med att korrigera felaktigheter som man menar att exempelvis GP:s ledare och GT på nyhetsplats spridit då de menat att trängselskatt påverkar handeln negativt. Nätverket Ja till trängselskatt i Göteborg menar att trängselskatten inte har någon signifikant negativ invekan på handeln i centrala staden baserat på att försäljningen legat still eller till och med ökat för vissa branscher och att det finns andra faktorer, som konjunktur och externa köpcentrum, som spelar större roll. Nätverket menar även att trängselskatten är en rättvis skatt då det framförallt är välbemedlade som åker bil och därför betalar mest medan mindre bemedlade primärt åker kollektivt, Då satsningarna som finansieras av trängselskatt går till kollektivtrafik är trängselskatten att betrakta som rättvis. Dessutom menar nätverket att Vägvalet bedriver en populistisk och inkonsekvent linje då trängselskatt är att betrakta som en punktskatt bland många andra och dessa betraktas generellt inte som orättvisa. Av företrädare från Vägvalet har nätverket kommit att kallas alltifrån de etablerade partiernas megafon till IQ-lösa fundamentalister och betydelselösa. Nätverket driver även en Facebooksida, som fungerar som bas för arbetet, och har i nuläget över 10 000 anhängare.
Nätverket fick under våren 2014 fått stöd av företag, nätverk och organisationer. Genom en lyckad crowdfunding lyckades JA till trängselskatt samla in drygt 18 000 kronor från nästan 60 privatpersoner som valde att stötta nätverket. Pengar som kom att användas i nätverkets kampanj för ett ja i folkomröstningen om trängselskatt. Västsvenska Handelskammaren valde i samband med detta att gå in och stödja nätverket genom en anställning för att kunna samordna nätverkets verksamhet. Handelskammaren motiverade sitt beslut eftersom de menar att frågan om trängselskatt och Västsvenska paketet den är avgörande för regionens framtid. Samordnaren kom sedermera att bli en av de som drev nätverket, Gabriel Lindh, numera Lindh Södersten
Efter folkomröstningen och efterföljande debatt meddelade nätverket att de lägger ned sin verksamhet. Några av de aktiva gick över till sidan "Följ Västlänken", som i huvudsak ägnar sig åt att följa bygget av Västlänken och är, till skillnad från Facebook-sidan "JA till trängselskatt i Göteborg", inte fokuserad på debatt och åsiktsspridning. Denna verksamhet organiseras inom ramen för föreningen Demokraterna.

## Områden med betalstationer
| Vägtull Nordiska storstäder | Belopp                       |
| --------------------------- | ---------------------------- |
| Stockholm, Sverige          | 11-35 kr mån-fre 06:30-18:29 |
| Göteborg, Sverige           | 9-22 kr mån-fre 06:00-18:29  |
| Oslo, Norge                 | 45-55 Norska kr dygnet runt  |

Det finns 36 betalstationer i Göteborg, 38 från slutet av 2020.
De områden där det finns betalstationer är de centrala delarna av Göteborg (inklusive Lindholmen) samt älvöverfarterna Älvsborgsbron, Götaälvbron och Tingstadstunneln, samt från slutet av 2020 vid den nybyggda Marieholmstunneln.
Även de som passerar staden på de flesta huvudvägarna beskattas, bland annat E6 och E20. Detta kan leda till att vissa bilister nyttjar vägar utanför den egentliga avgiftsringen, som inte är anpassade för genomfartstrafik. Därför beskattas även vissa vägar utanför ringen, som annars skulle drabbas av mycket mer trafik. Det gäller vägar i Backa och Örgryte. De som bor där får betala skatt både för att komma ut ur staden och för att komma till centrum. Det finns dock vägar längre ut som utnyttjas av de som vill undvika skatt trots att de inte passar genomfartstrafik.
Det finns ett särskilt arrangemang i Backa, där betalstationer sätts upp söder om Backa, och endast de som passerar två betalstationer på båda sidor av Backa inom 30 minuter beskattas. Då uppnås syftet att beskatta genomfartstrafik som vill undvika stationen väster om Tingstadsmotet, medan boende i Backa slipper skatt om de inte ska passera den egentliga skatteringen. Detta infördes 1 maj 2018.

## Avgifter
| Tider – klockslag                     | Belopp 2015- | Tidigare belopp (2013-2014) |
| ------------------------------------- | ------------ | --------------------------- |
| 06:00 – 06:29                         | 9 kr         | 8 kr                        |
| 06:30 – 06:59                         | 16 kr        | 13 kr                       |
| 07:00 – 07:59                         | 22 kr        | 18 kr                       |
| 08:00 – 08:29                         | 16 kr        | 13 kr                       |
| 08:30 – 14:59                         | 9 kr         | 8 kr                        |
| 15:00 – 15:29                         | 16 kr        | 13 kr                       |
| 15:30 – 16:59                         | 22 kr        | 18 kr                       |
| 17:00 – 17:59                         | 16 kr        | 13 kr                       |
| 18:00 – 18:29                         | 9 kr         | 8 kr                        |
| 18:30 – 05:59                         | 0 kr         | 0 kr                        |
| Tilläggsavgift vid försenad betalning | 500 kr       | 500 kr                      |

Avgiften är 16 eller 22 kronor under rusningstid samt 9 kronor övrig tid, se tabell. Avgifter tas ut augusti - juni mellan 06.00 och 18.30 helgfria vardagar. Utlandsregistrerade fordon var fram till 2014 undantagna från skatt eftersom det bedömdes som för kostsamt att försöka driva in avgifter från utlandsregistrerade fordon, även om vissa andra länder gör så. Efter kritik från inte minst åkerinäringen infördes dock trängselskatt även för utlandsregistrerade fordon. Under det första året med trängselskatt för utlandsregistrerade fordon var kostnaden för indrivning av skatten ca 50% av de intäkter den gav medräknat påminnelse- och inkassoavgifter.
Den 15 juni 2011 beslutade Sveriges Riksdag om en flerpassageregel i Göteborg, vilket innebär att de som passerar flera betalstationer inom 60 minuter betalar endast en gång för passagen med det högsta beloppet. Maximalt belopp per fordon och dag för trängselskatt är 60 kronor. Syftet är att arbetsresande ska beskattas max en gång per resa. Vissa bilresor innebär passage av tre betalstationer.
De passager som gjorts av ett visst fordon sammanställs varje månad, och en avi skickas till fordonsägaren. Det är ägaren som är ansvarig för att avgiften betalas. 

## Administrationskostnader
Kostnaderna för att driva in trängselskatten och underhålla betalstationerna har utretts och är inledningsvis 20 procent av det totala inflödet av trängselskatter. Enligt Transportstyrelsen räknar man med att kostnaderna på sikt sjunker till 10-15 procent när man successivt kan effektivisera verksamheten.

## Infrastruktur
Trängselskatten är tänkt att medfinansiera stora infrastrukturprojekt i Göteborgsregionen som staten utan medfinansiering från Göteborgs stad inte kommer att kunna genomföra på mycket lång tid.[källa behövs] Genom att delbetala med hjälp av inkomster från trängselskatterna kan vissa projekt tidigareläggas. Bland annat vill man bygga Västlänken och Marieholmstunneln. Man vill även kraftigt utöka kollektivtrafiken i Göteborgsområdet.

### Västlänken
Västlänken är en järnvägstunnel som är under byggnation i centrala Göteborg. Tunneln kommer att bli tvåspårig med tre fyrspåriga stationer vars syfte är att förenkla kommunikationerna inom Göteborg, Västra Götaland och nationellt.
I april 2009 accepterade Göteborgs kommunfullmäktige medfinansiering av det Västsvenska paketet och Västlänken, vilket var ett krav från dåvarande regering. Initiativet om medfinansiering kom från de rödgröna partierna i Göteborgs kommunfullmäktige, men stöddes även av de borgerliga partierna. Västlänken är budgeterad till 20 miljarder kronor i 2009 års prisnivå. Ungefär hälften av det Västsvenska paketet finansieras av trängselskatt, Göteborgs kommun, Västra Götalandsregionen och Region Halland. Den andra hälften finansieras av statliga medel.

### Marieholmstunneln
Marieholmstunneln är en vägtunnel under Göta älv i Göteborg i anslutning till Partihallsförbindelsen. Tunneln ligger norr om Tingstadstunneln och beräknades kosta runt 3,5 miljarder kronor (2008). En del av finansieringen kom från trängselavgifter som togs ut på samtliga älvförbindelser, inklusive Marieholmstunneln när den blev klar, dock inte Angeredsbron eller längre norrut. Marieholmstunneln invigdes 16 december 2020.

### Kollektivtrafik
Man har utökat kollektivtrafiken i Göteborg inför införandet av trängselskatten. Förutom pendeltåg till Ale (som beslutats långt tidigare) innebar det i första hand busstrafik, eftersom det inte fanns kapacitet för fler tåg. Man har dock under 2013-2014 förlängt perronger för pendeltågen till Kungsbacka och under 2016 för regionaltågen till Stenungsund. Detta görs för att kunna köra längre tåg, och fler tåg har köpts för detta.